# OANA
La Organización de Agencias de Noticias de Asia y Pacífico (en inglés: Organization of Asia-Pacific News Agencies, abreviado OANA) es una asociación de agencias de noticias e información promovida por la Unesco en 1961 para asegurar el libre y directo intercambio de información en los Estados miembros de la región Asia-Pacífico. Esta asociación une a todas las agencias de noticias e información del continente asiático y de Oceanía, que cubren la mitad de la población mundial aproximadamente.
Su aparición en la década de los años 60 conllevó la creación de una red de intercambio de noticias que contenía los artículos de noticias enviados por sus miembros. Actualmente cuenta con 40 agencias de noticias de 33 países diferentes, lo que significa que los miembros de OANA son responsables de dos tercios de la información que recorre el mundo. 
Los estatutos de OANA fijan una presidencia rotatoria entre las agencias que son miembros de la asociación. Durante el año 2008, el presidente es Ahmad Mukhlis Yusuf, que es el director general de ANTARA, la agencia de noticias de Indonesia. Al mismo tiempo OANA colabora activamente con otras organizaciones regionales de agencias como FANA (Federación de Agencias de Noticias Árabes en sus siglas en inglés) o la AMAN (Alianza de Agencias de Noticias Mediterráneas en sus siglas en inglés).

## La declaración de Yakarta
En la 13.ª Asamblea General de OANA, realizada en Yakarta del 9 al 14 de diciembre de 2007, los dirigentes principales marcaron una serie de objetivos hacia los que la organización debe encaminarse. La propia asociación aconseja y ruega que se trabaje conjuntamente para que todas las agencias que son miembros de OANA puedan cumplirlos. Los compromisos colectivos adoptados por todos los miembros tras la reunión de Yakarta son los siguientes:
- Cooperación reforzada para hacer que los países miembros de las agencias de OANA mantengan la credibilidad como las fuentes primarias de noticias e información.

- Promover la voz de Asia y del Pacífico en el ámbito internacional con tal de que las agencias miembro de OANA alcancen el objetivo de que lo publicado en la zona de Asia y el Pacífico esté escrito por periodistas asiáticos y naturales de Oceanía.

- Utilizar las tecnologías multimedia en una era de convergencia para realzar el flujo de información y noticias entre las agencias de noticias miembros de OANA.

- Mejorar el profesionalismo entre el personal de los medios de comunicación, compartiendo las mejores prácticas, maestría, experiencia y conocimiento; incluyendo instrucción, capacidad de redacción y medidas de seguridad.

## Calendario de Asambleas Generales de OANA
- 1961 – 1ª Asamblea General realizada en Bangkok, Tailandia, para formar OANA.

- 1967 - 2ª Asamblea General, Tokio, Japón

- 1970 - 3ª Asamblea General, Tokio, Japón

- 1979 - 4ª Asamblea General, Yakarta, Indonesia

- 1981 - 5ª Asamblea General, Kuala Lumpur, Malasia

- 1985 - 6ª Asamblea General, Nueva Delhi, India

- 1988 - 7ª Asamblea General, Yakarta, Indonesia

- 1991 - 8ª Asamblea General, Tokio, Japón

- 1994 - 9ª Asamblea General, Pekín, China

- 1997 - 10.ª Asamblea General, Teherán, Irán

- 2000 - 11.ª Asamblea General, Moscú, Rusia

- 2004 - 12.ª Asamblea General, Kuala Lumpur, Malasia

- 2007 - 13.ª Asamblea General, Yakarta, Indonesia

## Agencias miembros
Las agencias que conforman esta organización son: Bakhtar News Agency (Afganistán), Australian Associated Press (Australia), AzerTac (Azerbaiyán), BNA (Baréin), BBS y UNB (Bangladés), AKP (Camboya), Xinhua (China), KCNA (Corea del Norte), WAM (Emiratos Árabes Unidos), Yonhap (Corea del Sur), ANI y ANTARA (Indonesia), IRNA (Irán), Jiji Press y Kyodo News (Japón), Kazinform y Khabar (Kazajistán), KUNA (Kuwait), Kabar (Kirguistán), KPL (Laos), BERNAMA (Malasia), MONTSAME (Mongolia), RSS (Nepal), ONA (Omán), PPI y APP (Pakistán), PNA (Filipinas), QNA (Catar), ITAR-TASS y RIA (Rusia), SPA (Arabia Saudita) Lankapuvath (Sri Lanka), SANA (Siria), TNA (Tailandia) Anadolu (Turquía), VNA (Vietnam) y SABA (Yemen).